# Pulau Lebar (Rawas Ulu)
Pulau Lebar is een bestuurslaag in het regentschap Musi Rawas van de provincie Zuid-Sumatra, Indonesië. Pulau Lebar telt 824 inwoners (volkstelling 2010).